# Serra de Carboner
La Serra de Carboner és una serra en terres del Meüll, dins del municipi de Castell de Mur, al Pallars Jussà. Antigament formava part de l'antic terme de Mur.
És una serra de 900 metres de longitud que s'estén des de les Artigues, al nord-oest, fins a la Censada. És al sector més meridional del terme, a la dreta del barranc de la Mulla, al sud i bastant lluny del Meüll. És, de fet, un contrafort sud-oriental de la Serra del Coscó.
Està emmarcada al nord-est pel barranc de la Censada, al sud-oest pel barranc de Carboners i a llevant pel barranc de la Mulla.
A la part alta de la serra hi ha les partides de Censada i de les Artigues.